# District de Bikita
Le district de Bikita est une subdivision administrative de second ordre de la province de Masvingo au Zimbabwe.
En 2012, la population était estimée à 162 356 habitants.